# Ta-Bitjet
Ta-Bitjet ist eine altägyptische Göttin in Gestalt eines Skorpions. Als eine der Frauen des Horus wird sie mit der Blutung verbunden, die bei der Defloration auftritt. Durch Zaubersprüche kann sie auch die Wirkung und Folgen giftiger Bisse abwenden.